# Ceratostigma
Ceratostigma é um género botânico pertencente à família Plumbaginaceae. Também conhecida como Flor de Chumbo.
1. ↑  «Ceratostigma — World Flora Online». www.worldfloraonline.org. Consultado em 19 de agosto de 2020